# Гебер Кертіс
Гебер Дуст Кертіс (англ. Heber Doust Curtis; 27 липня 1872 — 8 січня 1942) — американський астроном, член Національної АН США.
Народився в Маскігоні (штат Мічиган). Закінчив університет штату Вірджинія. У 1897—1900 — професор математики і астрономії Тихоокеанського університету. У 1902—1920 працював у Лікській обсерваторії, у 1920—1930 — директор обсерваторії Аллегені. З 1930 — директор обсерваторії Мічиганського університету. Брав участь у 11 експедиціях для спостережень сонячних затемнень.
Основні наукові роботи належать до фізики зір і туманностей. 1904 року виявив, що яскрава зоря Кастор А (α Близнят) є спектрально-подвійною з періодом 9,2 діб. 1917 року знайшов нову зорю в галактиці NGC 4227 і дві нові в галактиці NGC 4321. 1918 року спробував визначити відстань до галактик шляхом порівняння видимого максимального блиску нових у туманності Андромеди з блиском нових у Чумацькому Шляху і отримав результат — 500 000 світлових років. Цей результат показав, що туманність Андромеди та інші спіральні туманності розташовані далеко за межами Чумацького Шляху. Кертіс вів дискусію (відому як «велика суперечка») з Гарлоу Шеплі з приводу розмірів Галактики, а також із питання, чи є спіральні туманності іншими галактиками або ж відносно невеликими близькими об'єктами. Вказав, що в центральній площині видимих із ребра спіральних туманностей спостерігається темна смуга поглинаючої речовини, і що система Чумацького Шляху, імовірно, має таку ж властивість.